# Джованні Давід
Джованні Давід (Джованні Давіде) (італ. Giovanni David; 15 вересня 1790, Неаполь — 1851, Санкт-Петербург, Російська імперія) — італійський артист опери (ліричний тенор), театральний діяч, директор Італійської опери в Санкт-Петербурзі.

## Біографія

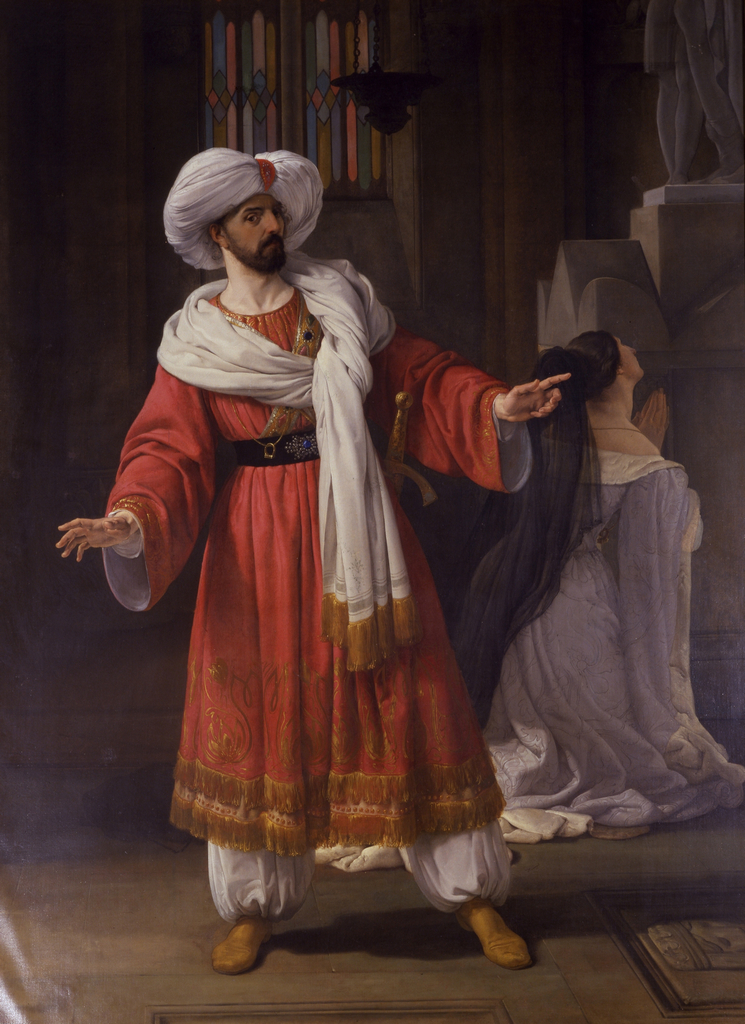
Д. Давід у ролі Агобара в опері Дж. Пачіні «Gli arabi nelle Gallie, ossia Il trionfo della fede»

Син оперного співака Джакомо Давіда (1750—1830). Навчався у батька. Дебютував 1808 року на сцені в Сієні в опері «Adelaide di Guesclino» С. Майра. У 1810—1822 роках співав у різних театрах Італії (з 1816 — соліст оперного театру Сан-Карло в Неаполі).

## Творчість
Особливо відомий своїми ролями в операх Дж. Россіні. Д. Давід був першим виконавцем низки партій у його операх, серед них «Турець в Італії» (Нарциссо), «Отелло» (Родріго), «Діва озера» (Уберто / Яків V, король Шотландії), «Річчардо та Зораїда» (Річчардо), «Зельміра» (Іло), «Ерміона» (Орест) та низку інших. Виступав у ролі Фернандо в опері «Б'янка та Фернандо» В. Белліні та Роберта Дадлі, графа Лестера в опері Г. Доніцетті «Замок Кенілворт».
Мав широкий вокальний діапазон майже в 3 октави, володів прекрасними колоратурними прийомами.
Разом з композитором Дж. Россіні, який високо відгукувався про нього, гастролював у Відні (1822).
У 1830—1831 роках виступав на сценах Парижа та Лондона. 1839 року залишив сцену.
З 1844 року до кінця життя працював директором Італійської опери у Санкт-Петербурзі.